# 久寿川駅
久寿川駅（くすがわえき）は、兵庫県西宮市今津曙町にある、阪神電気鉄道本線の駅。駅番号はHS 15。

## 歴史

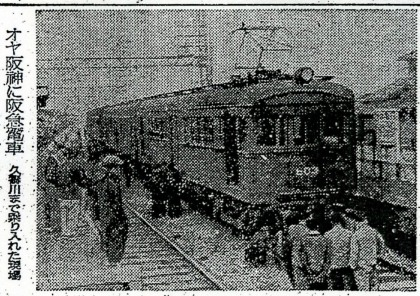
暴走した阪急電車が久寿川駅のホームに衝突(1949年12月13日)

- 1905年（明治38年）4月12日：本線の開業と同時に初代今津駅として開業[2]。
- 1926年（大正15年）12月19日：（現）今津駅開業に伴い、久寿川駅に改称[2]。
- 1949年（昭和24年）12月13日：阪急今津線暴走事故（通称 殴り込み事件）発生[2]。

阪急今津線の電車が暴走して今津駅で阪神の線路に突入。すれ違う電車の運転士や乗客が「えらいこっちゃ阪急が走りよる、どうしたこっちゃろ」（大阪朝日新聞）と驚くのを尻目に本線を約700m冒進。当時、阪急の車体は阪神の車体より大きかったため、当駅のホームに衝突してようやく停止した。
- 1986年（昭和61年）6月30日：当駅付近の立体交差化完成[3]。
- 1995年（平成7年）
  - 1月17日：阪神・淡路大震災発生による本線の運休のため、営業を一時休止[4]。
  - 1月26日：甲子園駅 - 青木駅間運転再開により営業再開（同年6月26日に本線全線復旧）[4]。
- 2014年（平成26年）4月1日：駅番号導入[5][6]。

## 駅構造
相対式ホーム2面2線を持つ地上駅。分岐器や絶対信号機を持たないため、停留所に分類される。改札口は神戸寄りの地下に1か所のみ設けられているが、駅の南北双方から改札フロアに入ることができる（南北双方ともエレベーターが設置されている）。阪神で地上駅ながら地下に改札口を設けている駅は、高架化などにより以前と比べて数を減らしており、現在では当駅と芦屋駅のみとなっている。このほか、駅の外側となるが、大阪寄りのホーム先にも線路を潜る地下道が設けられている。
甲子園駅管理の有人駅であるが、平日、土曜・休日ともに朝夕の一部時間帯以外は係員が配置されず無人となる。改札口にはスペースの都合で運行状況などを表示する大型モニターが設置できないため、代わりにタッチパネル式の小型モニターが据え置かれている。
トイレは各ホームに1つずつある。

### のりば
| 番線 | 路線  | 方向 | 行先                               |
| ---- | ----- | ---- | ---------------------------------- |
| 1    | ■本線 | 上り | 尼崎・大阪（梅田）・難波・奈良方面 |
| 2    | ■本線 | 下り | 神戸（三宮）・明石・姫路方面       |

- 実際には構内にのりば番号表記はないが、公式サイトの構内図では上りホームが1番のりば、下りホームが2番のりばとされている。ホーム有効長は5両編成（約100m）分で4両編成の普通のみ停車する。
- 2014年3月28日より、上り・下りともホームにエレベーター（いずれも改札外⇔改札口との共用）が設置され、また併せて下りホームには多機能トイレが設置され運用を開始した[7]。従来からあった上りホームのトイレも後に改装されている。

| ← 梅田方面 | 久寿川駅配線略図 | → 神戸三宮・元町方面 |
| 凡例 出典: |                  |                      |

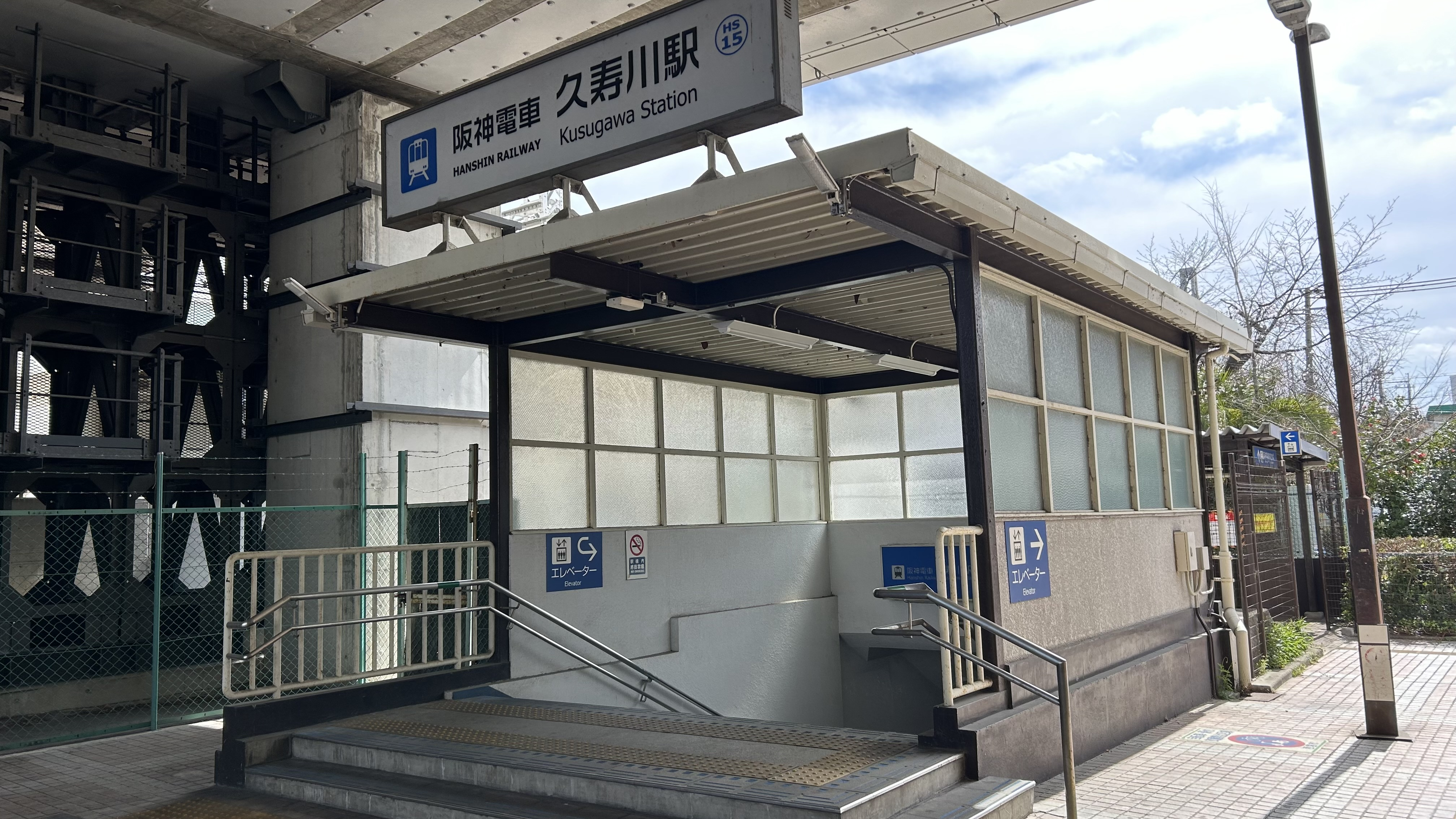
北口
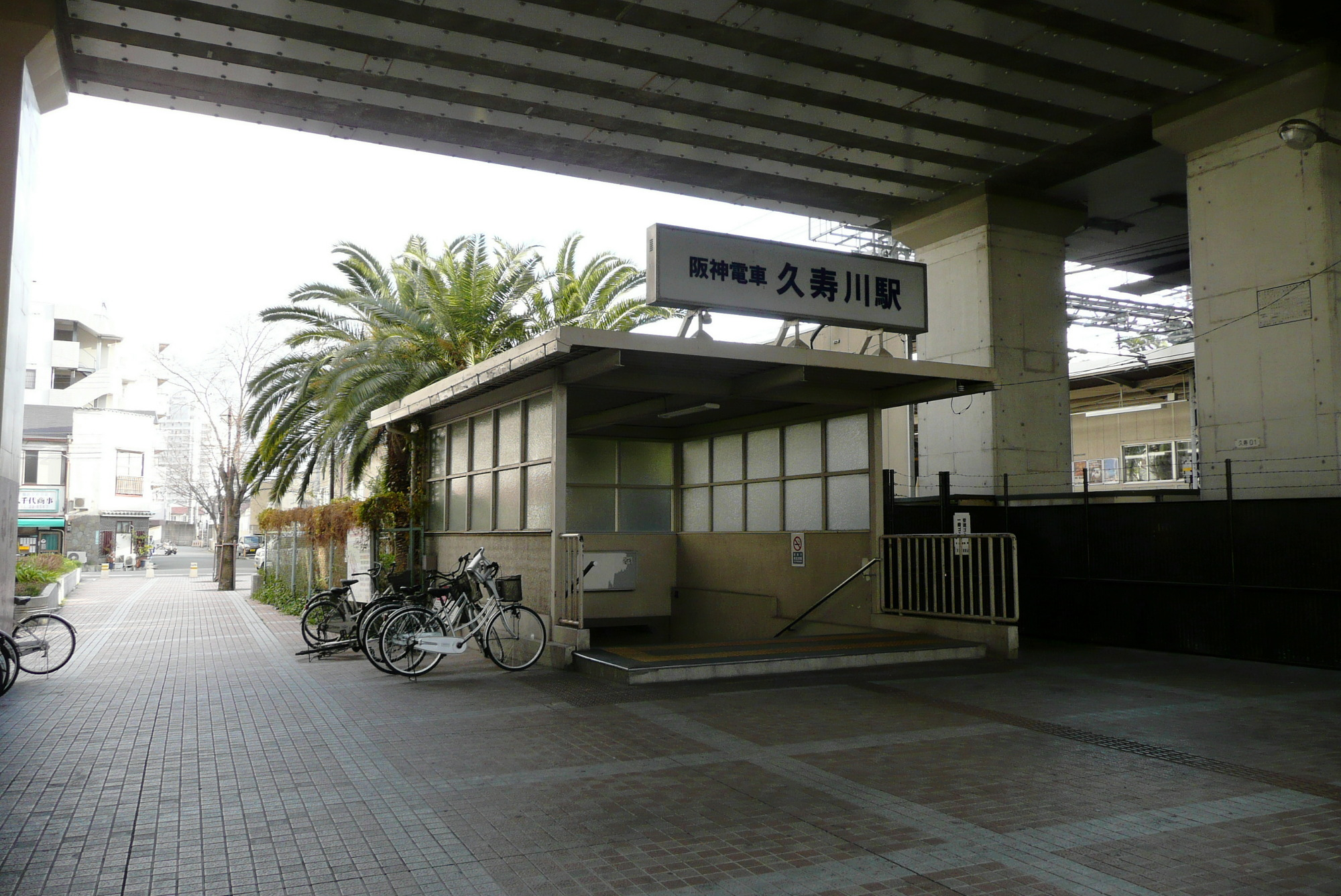
北口（駅ナンバリング導入前）
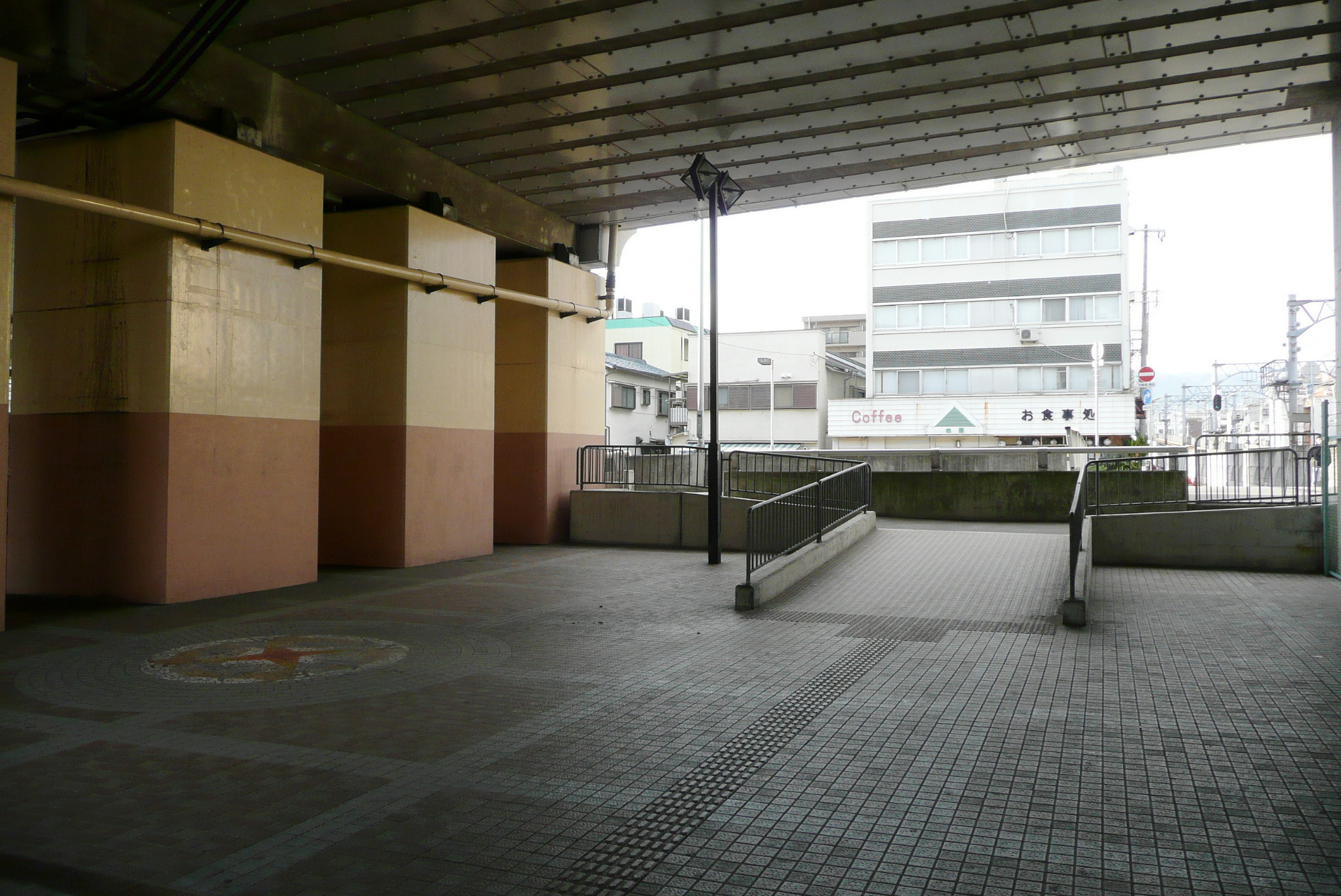
南側駅前風景
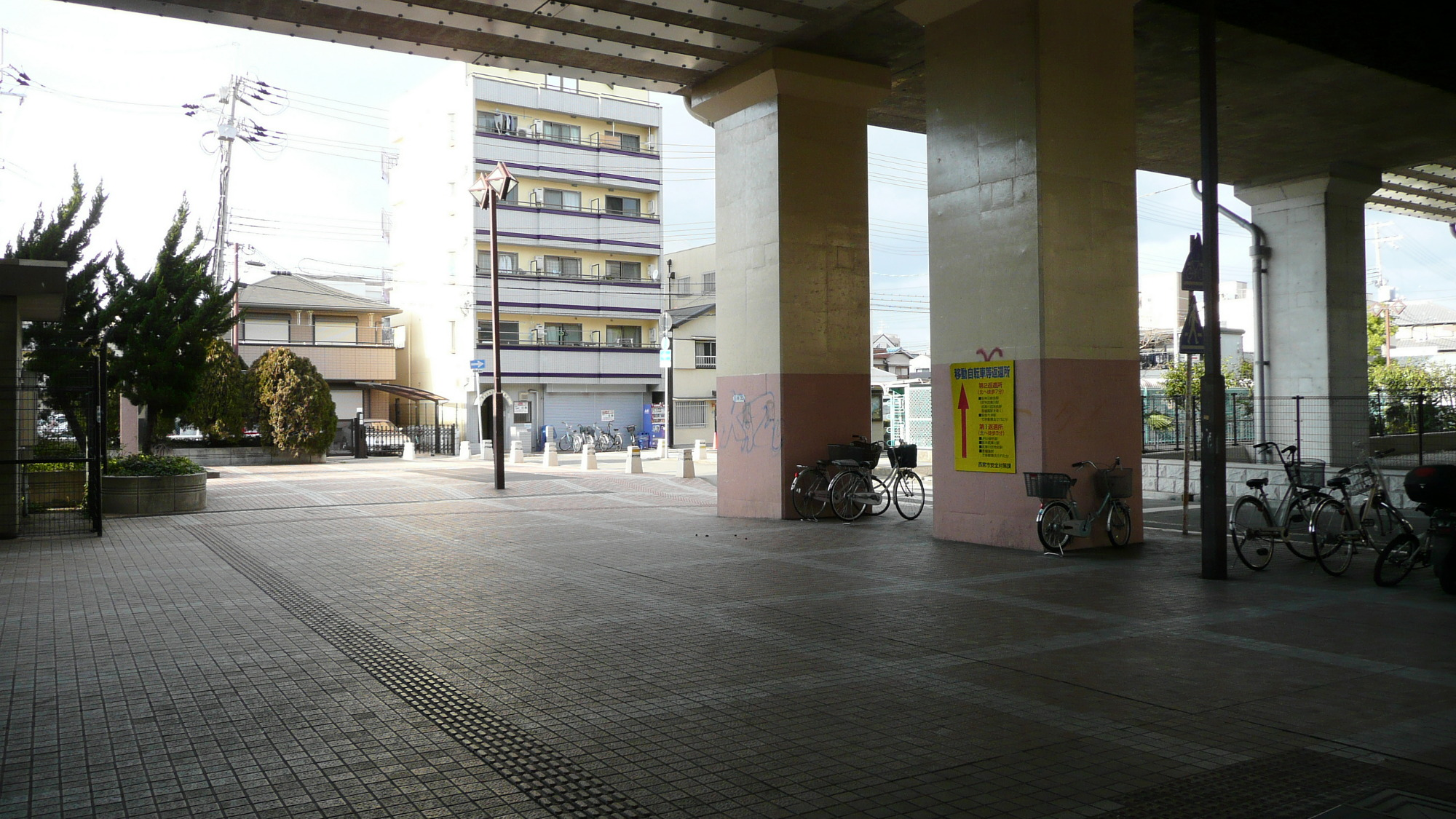
北側駅前風景
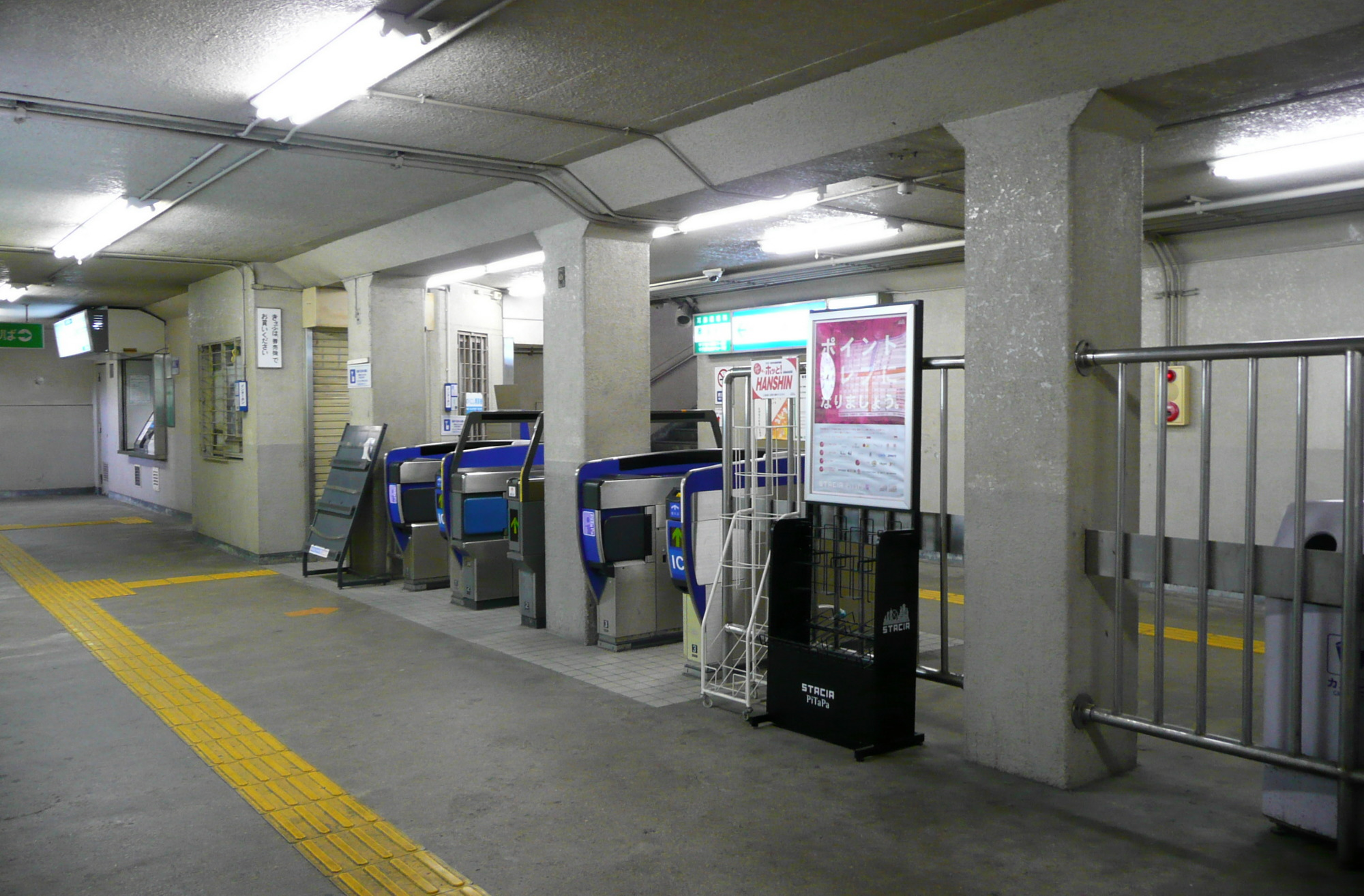
改札口（改装前。現在の自動券売機、駅係員窓口は画像で見て右端＜神戸方面寄り＞に設置されている）
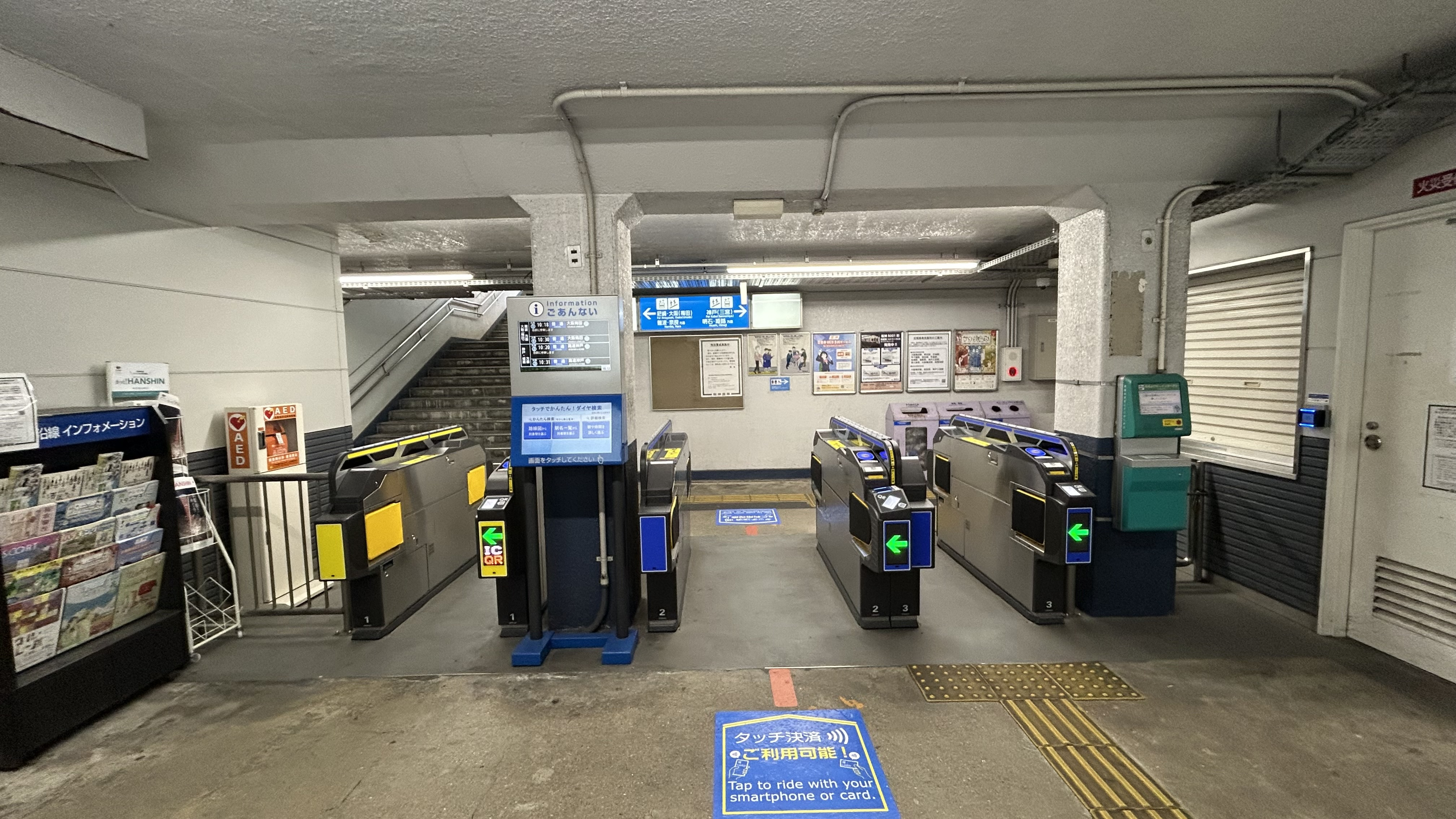
改札口 (改装後 改札機更新後)
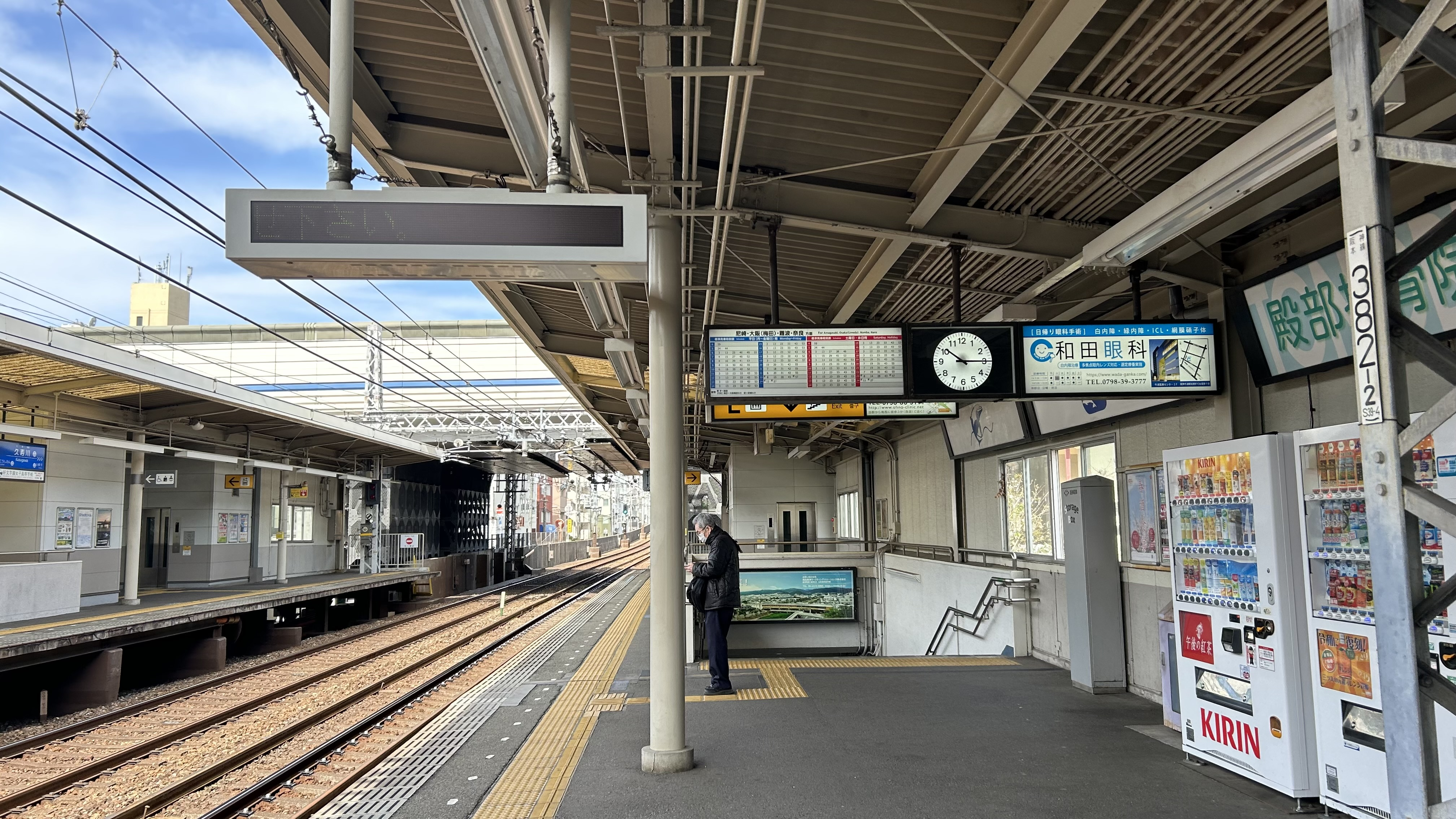
大阪方面ホーム
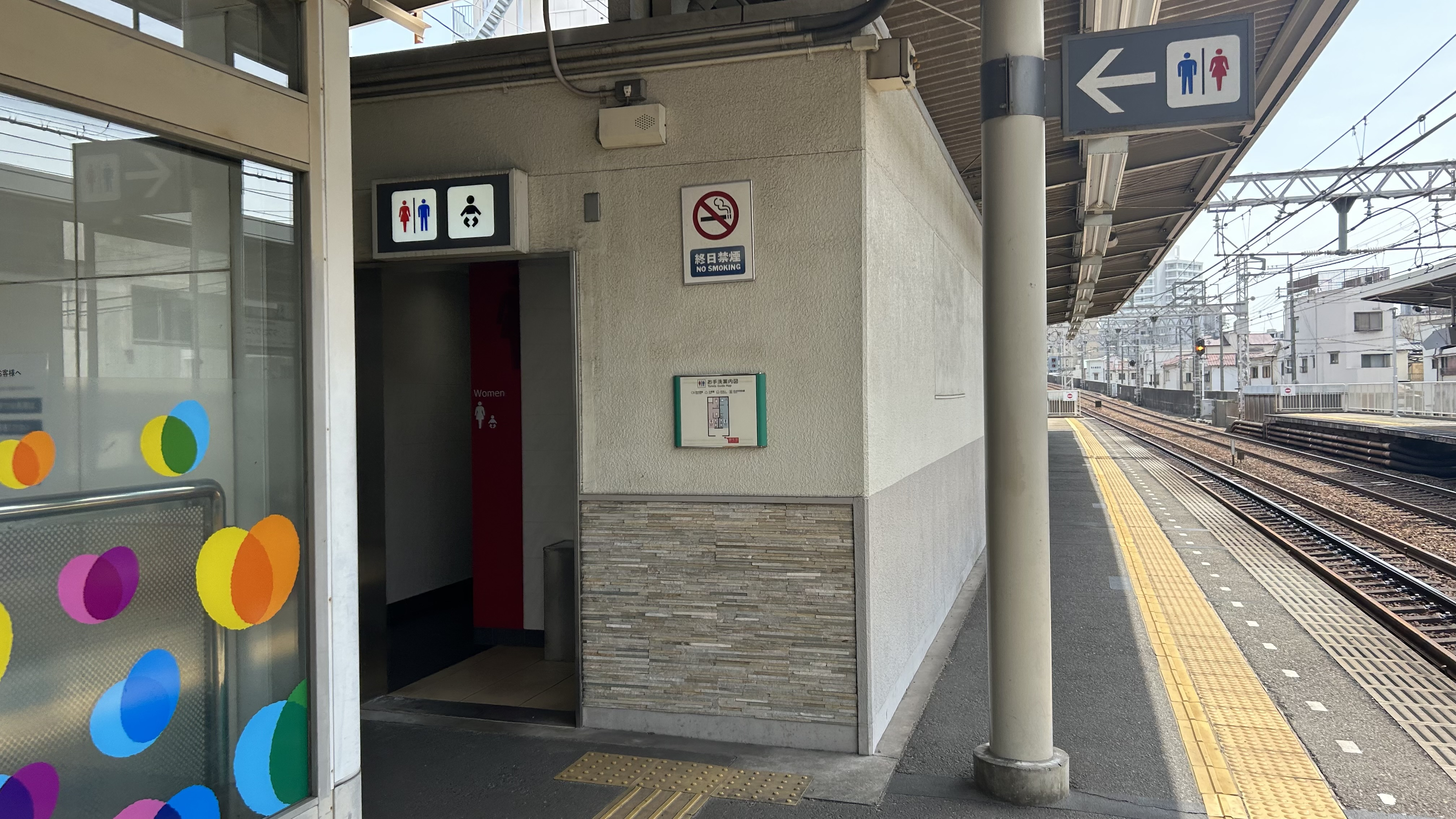
大阪方面ホームトイレ
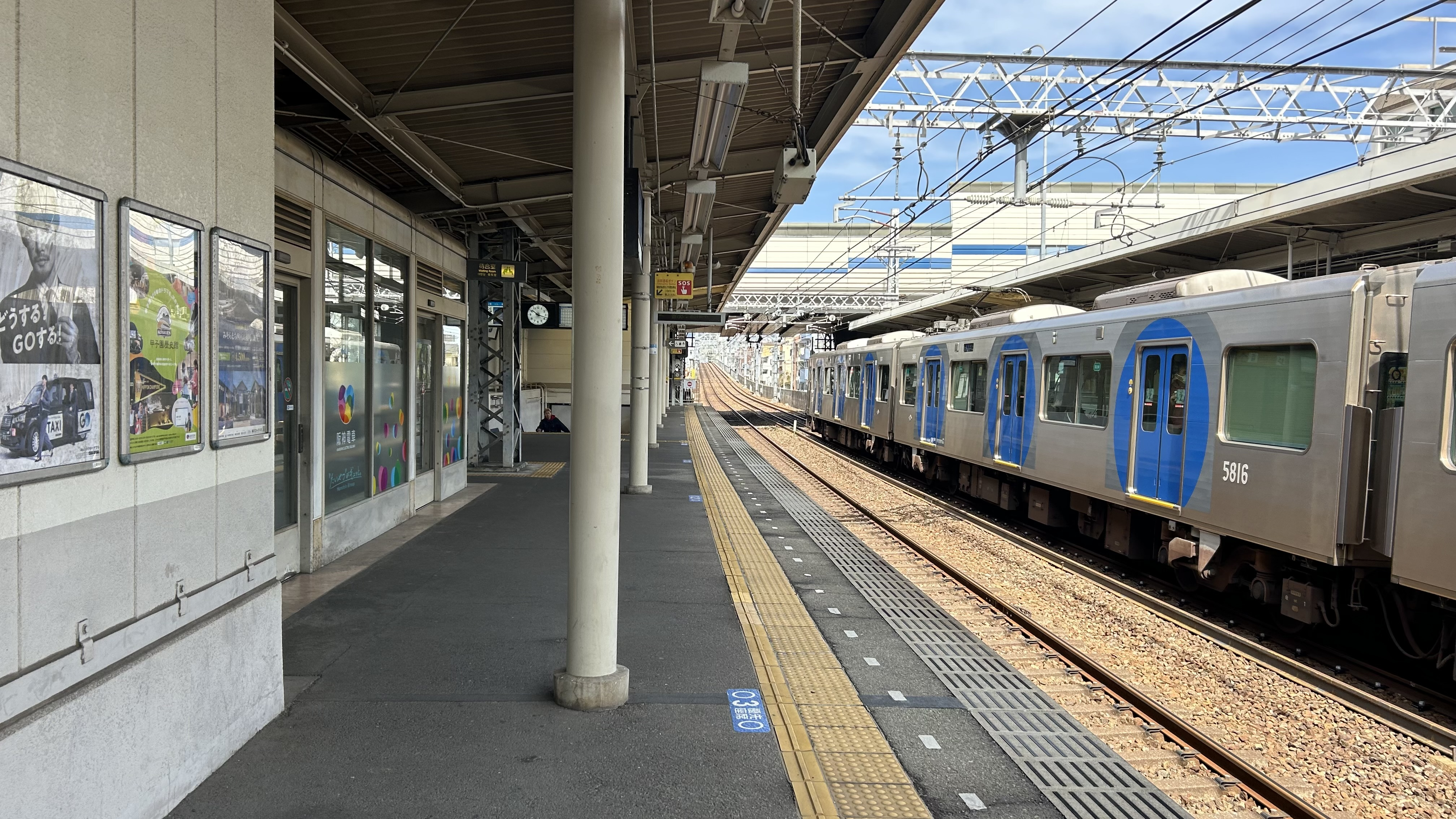
神戸方面ホーム
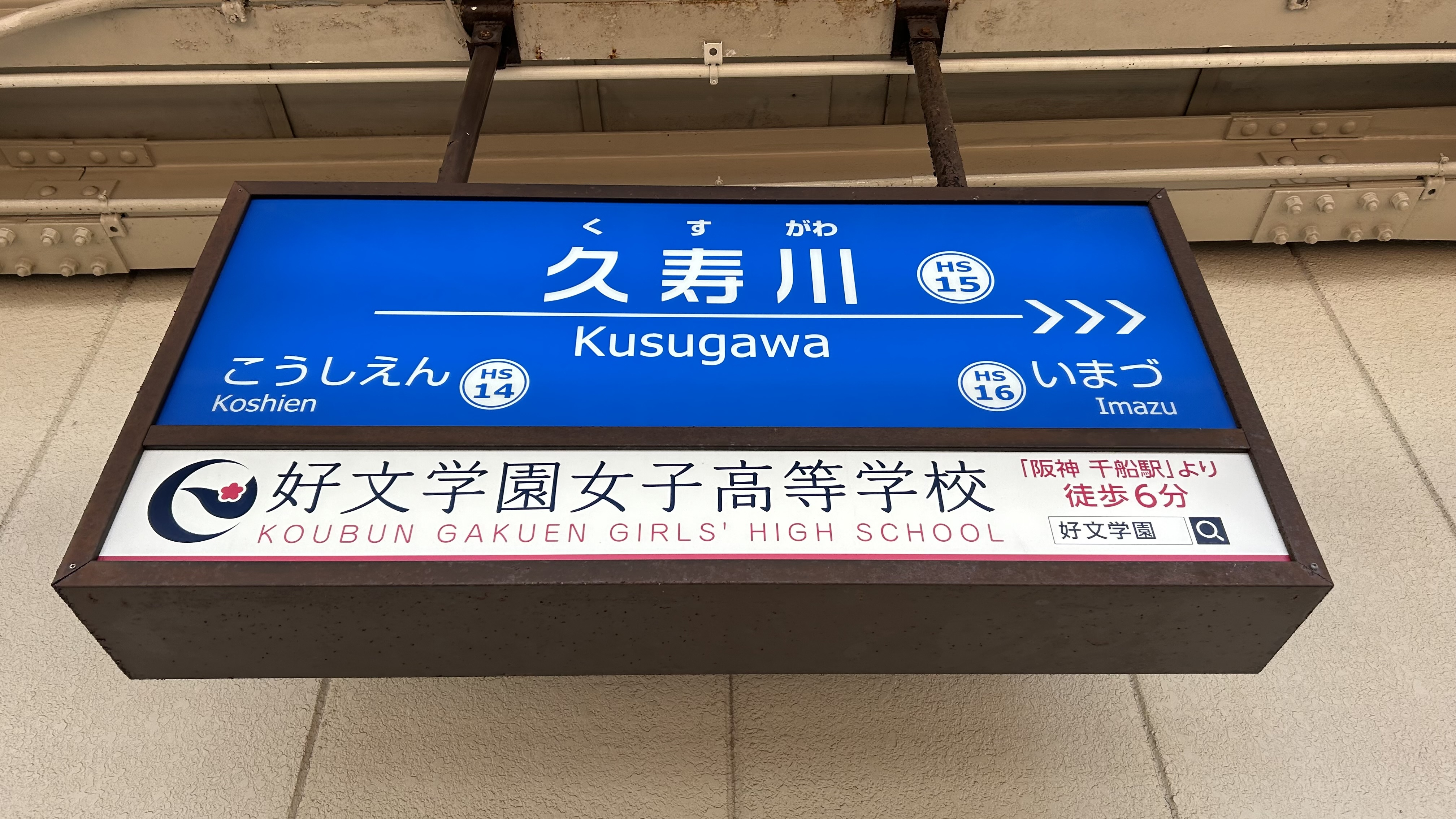
駅名標

## 利用状況
2023年11月平均の乗降人員は4,088人で、阪神本線内では住吉駅に次いで少ない数字となっている。
阪神甲子園球場での試合終了直後、甲子園駅の大混雑を避けるために当駅まで1駅分を歩く利用客もいる。甲子園～久寿川の駅間距離は700mしかない。
各年度の11月平均利用状況は下表の通り。
| 年度               | 乗車人員 | 降車人員 | 乗降人員 | 順位 | 出典       |
| ------------------ | -------- | -------- | -------- | ---- | ---------- |
| 2019年（令和元年） | 2,278    | 2,147    | 4,425    | 42位 | [ 阪神 1 ] |
| 2020年（令和02年） | 2,039    | 1,849    | 3,888    | 42位 | [ 阪神 2 ] |
| 2021年（令和03年） | 2,053    | 1,888    | 3,941    | 42位 | [ 阪神 3 ] |
| 2022年（令和04年） | 2,024    | 1,901    | 3,925    | 42位 | [ 阪神 4 ] |
| 2023年（令和05年） | 2,090    | 1,998    | 4,088    | 42位 | [ 阪神 5 ] |

### 年間乗車人員
近年の1年間の乗車人員は以下の通り。なお下表内の数値の単位は全て「千人」である。
| 年度               | 年間 乗車人員 | 出典          |
| ------------------ | ------------- | ------------- |
| 2003年（平成15年） | 692           | [ 西宮市 1 ]  |
| 2004年（平成16年） | 708           | [ 西宮市 1 ]  |
| 2005年（平成17年） | 695           | [ 西宮市 1 ]  |
| 2006年（平成18年） | 667           | [ 西宮市 1 ]  |
| 2007年（平成19年） | 692           | [ 西宮市 1 ]  |
| 2008年（平成20年） | 713           | [ 西宮市 1 ]  |
| 2009年（平成21年） | 701           | [ 西宮市 2 ]  |
| 2010年（平成22年） | 733           | [ 西宮市 3 ]  |
| 2011年（平成23年） | 747           | [ 西宮市 4 ]  |
| 2012年（平成24年） | 745           | [ 西宮市 5 ]  |
| 2013年（平成25年） | 734           | [ 西宮市 5 ]  |
| 2014年（平成26年） | 774           | [ 西宮市 5 ]  |
| 2015年（平成27年） | 798           | [ 西宮市 5 ]  |
| 2016年（平成28年） | 787           | [ 西宮市 6 ]  |
| 2017年（平成29年） | 832           | [ 西宮市 7 ]  |
| 2018年（平成30年） | 861           | [ 西宮市 8 ]  |
| 2019年（令和元年） | 849           | [ 西宮市 9 ]  |
| 2020年（令和02年） | 653           | [ 西宮市 10 ] |
| 2021年（令和03年） | 720           | [ 西宮市 11 ] |
| 2022年（令和04年） | 773           | [ 西宮市 12 ] |

## 駅周辺
名神高速道路の西宮インターチェンジが近くにある。駅の西側（神戸寄り）には阪神本線の線路を挟んで上には名神高速道路の高架が直交して通り、ややずれて下には市道今津東線（兵庫県道343号今津港津門大箇線）が通っている。駅の東側（大阪寄り）には駅名の由来となる久寿川が流れているが、さらに東側に並行している新川（二級河川）の支流とされる川幅の小さな川である。
1984年3月に当駅 - 甲子園駅間が連続立体交差事業により高架化されたが、当駅の真上に名神高速道路の高架橋が横切っていること、そして神戸側の隣駅である今津駅は当時地上駅であっただけでなく当駅との駅間距離が短いため、駅高架化が物理的に不可能であったことから、代わりにそれまで踏切だった市道今津東線を地下化（アンダーパス）することで、道路との立体交差を1986年に完了させた。のち今津駅も高架化されたため、この区間の阪神本線は今津駅を出ると急勾配で当駅まで下り、そして先ほどよりは緩い勾配で甲子園駅に至るという、高低差の激しい線形となっている。
なお、駅周辺にはバス路線は存在しない。
- 福應神社
- 上野神社
- 西宮今津郵便局
- 西宮協立脳神経外科病院
- 西宮市立西宮支援学校
- 西宮市立今津小学校

## 隣の駅
阪神電気鉄道
本線
■直通特急・■特急・■区間特急・■快速急行・■急行・■区間急行
通過
■普通
甲子園駅 (HS 14) - 久寿川駅 (HS 15) - 今津駅 (HS 16)

### 記事本文